# Mondrepuis
Mondrepuis és un municipi francès situat al departament de l'Aisne i a la regió dels Alts de França. L'any 2007 tenia 1.008 habitants.

## Demografia

### Població
El 2007 la població de fet de Mondrepuis era de 1.008 persones. Hi havia 380 famílies de les quals 96 eren unipersonals (40 homes vivint sols i 56 dones vivint soles), 112 parelles sense fills, 156 parelles amb fills i 16 famílies monoparentals amb fills.
La població ha evolucionat segons el següent gràfic:
Habitants censats

### Habitatges
El 2007 hi havia 429 habitatges, 383 eren l'habitatge principal de la família, 14 eren segones residències i 32 estaven desocupats. 399 eren cases i 26 eren apartaments. Dels 383 habitatges principals, 299 estaven ocupats pels seus propietaris, 81 estaven llogats i ocupats pels llogaters i 3 estaven cedits a títol gratuït; 2 tenien una cambra, 10 en tenien dues, 65 en tenien tres, 111 en tenien quatre i 195 en tenien cinc o més. 250 habitatges disposaven pel capbaix d'una plaça de pàrquing. A 177 habitatges hi havia un automòbil i a 155 n'hi havia dos o més.

### Piràmide de població
La piràmide de població per edats i sexe el 2009 era:
| Homes | Edats   | Dones |
| ----- | ------- | ----- |
| 0     | 95 o +  | 0     |
| 0     | 90 a 94 | 4     |
| 0     | 85 a 89 | 8     |
| 8     | 80 a 84 | 4     |
| 32    | 75 a 79 | 8     |
| 16    | 70 a 74 | 16    |
| 16    | 65 a 69 | 24    |
| 28    | 60 a 64 | 32    |
| 28    | 55 a 59 | 20    |
| 56    | 50 a 54 | 36    |
| 20    | 45 a 49 | 48    |
| 48    | 40 a 44 | 48    |
| 12    | 35 a 39 | 40    |
| 24    | 30 a 34 | 16    |
| 28    | 25 a 29 | 24    |
| 8     | 20 a 24 | 24    |
| 28    | 15 a 19 | 64    |
| 44    | 10 a 14 | 36    |
| 20    | 5 a 9   | 16    |
| 12    | 0 a 4   | 28    |

## Economia
El 2007 la població en edat de treballar era de 656 persones, 448 eren actives i 208 eren inactives. De les 448 persones actives 387 estaven ocupades (216 homes i 171 dones) i 61 estaven aturades (22 homes i 39 dones). De les 208 persones inactives 56 estaven jubilades, 68 estaven estudiant i 84 estaven classificades com a «altres inactius».

### Ingressos
El 2009 a Mondrepuis hi havia 386 unitats fiscals que integraven 960,5 persones, la mediana anual d'ingressos fiscals per persona era de 15.686 €.

### Activitats econòmiques
Dels 22 establiments que hi havia el 2007, 2 eren d'empreses alimentàries, 1 d'una empresa de fabricació d'altres productes industrials, 3 d'empreses de construcció, 5 d'empreses de comerç i reparació d'automòbils, 2 d'empreses de transport, 4 d'empreses d'hostatgeria i restauració, 1 d'una empresa immobiliària, 1 d'una empresa de serveis, 1 d'una entitat de l'administració pública i 2 d'empreses classificades com a «altres activitats de serveis».
Dels 7 establiments de servei als particulars que hi havia el 2009, 1 era una oficina de correu, 1 taller de reparació d'automòbils i de material agrícola, 1 paleta, 1 lampisteria, 1 perruqueria, 1 restaurant i 1 saló de bellesa.
L'únic establiment comercial que hi havia el 2009 era una fleca.
L'any 2000 a Mondrepuis hi havia 36 explotacions agrícoles que ocupaven un total de 918 hectàrees.

## Equipaments sanitaris i escolars
El 2009 hi havia una escola elemental.

## Poblacions més properes
El següent diagrama mostra les poblacions més properes.